# Sula (Trøndelag)
Pour les articles homonymes, voir Sula.
Sula est une île de la commune de Frøya , en mer de Norvège dans le comté de Trøndelag en Norvège.

## Description
L'île principale de Sula et quelques autres petites îles adjacentes se trouve à environ 15 km au nord-ouest de l'île de Frøya. Sa population augmente l'été par l'arrivée de vacanciers.
Sula était autrefois un important village de pêcheurs, mais au cours des 30 dernières années, il a connu un fort exode. Le phare de Sula, qui a été automatisé en 1974, témoigne de l'importance qu'a eu le village de pêcheurs. Il a été construit sur le point culminant de l'île, Sulahaugen, à 35 mètres d'altitude.
Sula a longtemps été un lieu de culte pour les pêcheurs. La première église date probablement du XVe siècle. En 1755, le site de l'église a été déplacé sur Frøya où une nouvelle église a été construite. La Sula Chapel (en) a été créée en 1925 avec 200 places.
Sula est reliée par bateau rapide à Mausund, Froan et Halten, ainsi qu'à Frøya et de là à Trondheim. En 2006, une liaison par ferry a été ouverte.
Dans le cadre des travaux de pose d'un gazoduc de Haltenbanken à Tjeldbergodden, la compagnie Equinor a identifié et filmé le plus grand complexe de récifs coralliens en eau profonde connu au monde, appelé Récif de Sula, au large de Sula.

## Galerie

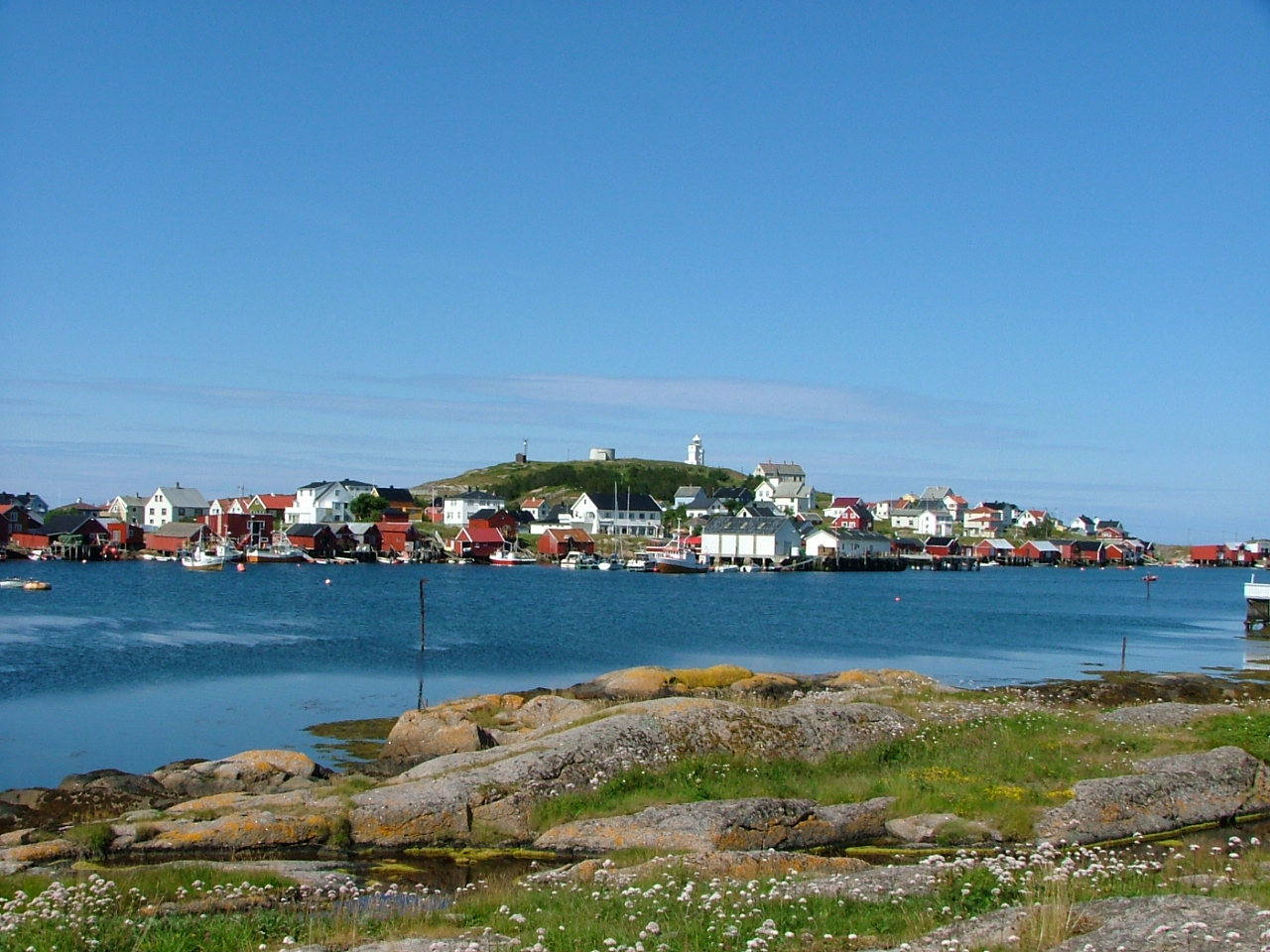
Sula
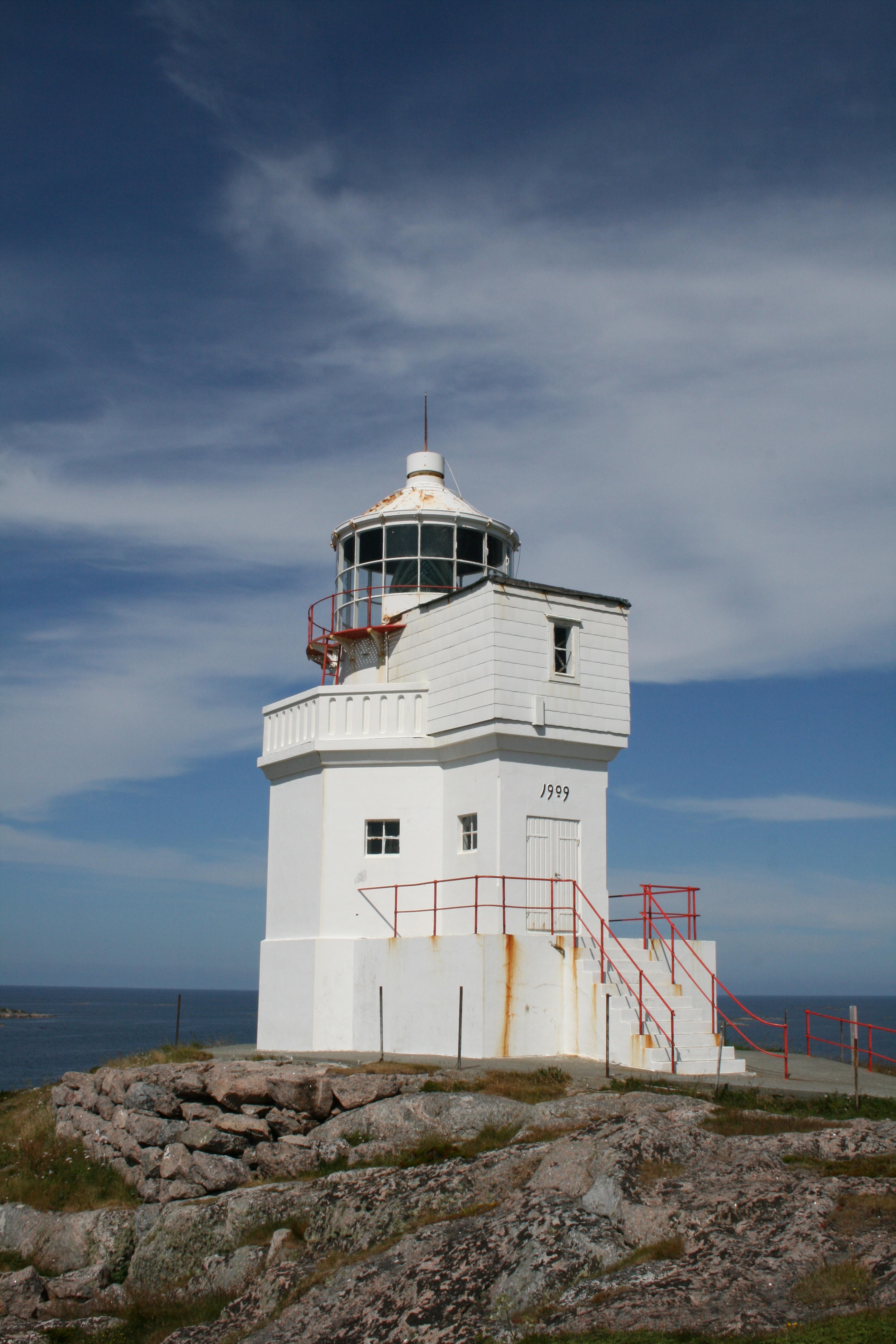
Phare de Sula
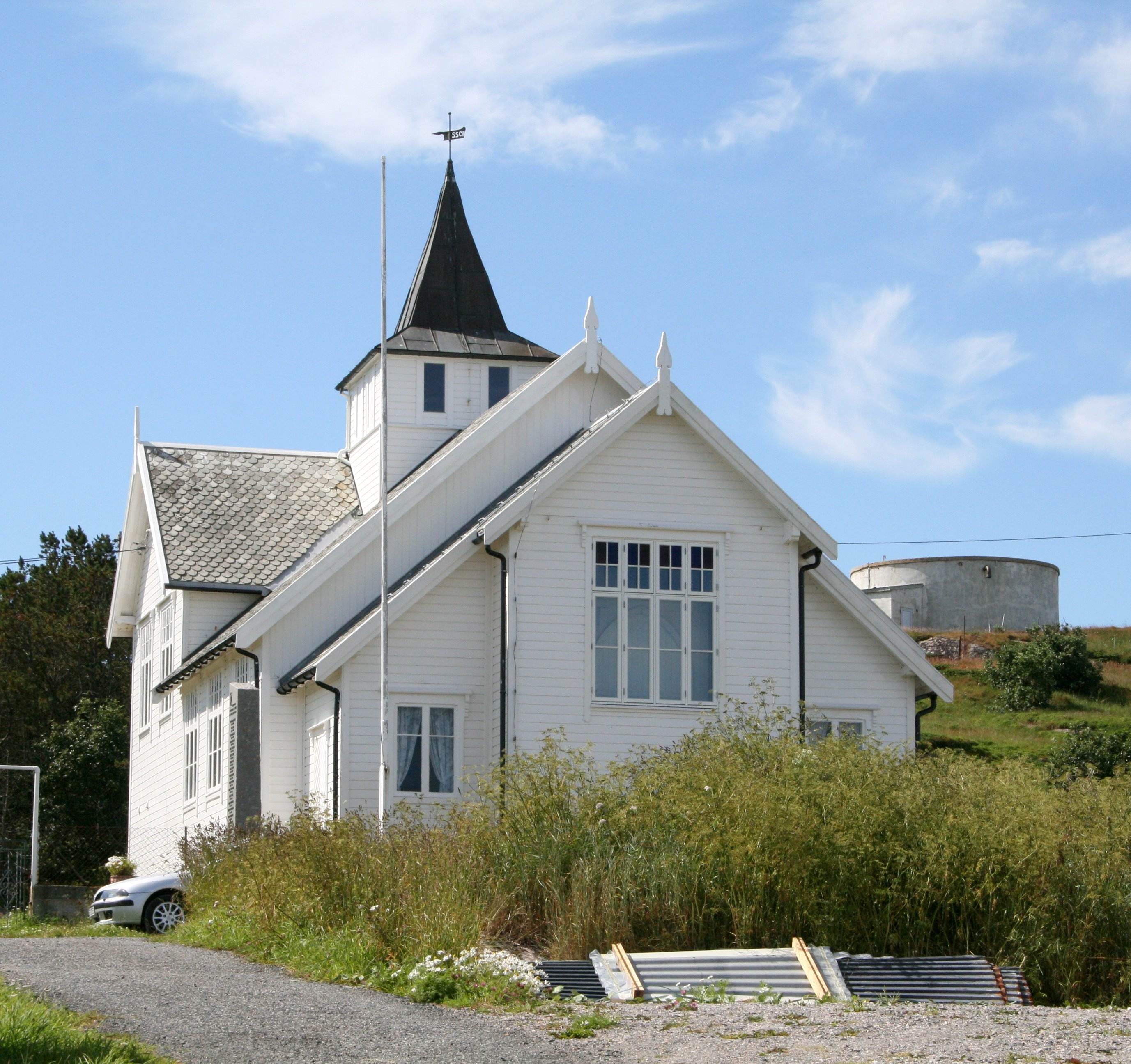
Chapelle de Sula